# Otín (Luka nad Jihlavou)
Otín (německy Otten) je částí městyse Luk nad Jihlavou, nacházející se v okrese Jihlava v Kraji Vysočina. Ke dni 1. 1. 2011 zde žilo 99 obyvatel.

## Název
Název se vyvíjel od varianty Wotin (1556, 1585), Wotten a Wottin (1679), Wottin (1718), Otten (1720), Wottin (1751), Wottin a Wotjn (1846) až k podobě Otín v letech 1881 a 1924. Místní jméno vzniklo přidáním přivlastňovací přípony -ín k osobnímu jménu Ota a znamenalo Otova ves.

## Historie
První písemná zmínka o obci pochází z roku 1360. Od roku 1869 přísluší k Lukám nad Jihlavou.

## Přírodní poměry
Otín leží v okrese Jihlava v Kraji Vysočina. Nachází se 4,5 km jižně od Kozlova, 5 km jihozápadně od Vysokých Studnic, 1,5 km severozápadně od Luk nad Jihlavou, 3 km severně od Předboře, 2,5 km východně od Jeclova a 3 km jihovýchodně od Velkého Beranova.Geomorfologicky je oblast součástí Česko-moravské subprovincie, konkrétně Hornosázavské pahorkatiny a jejího podcelku Jihlavsko-sázavská brázda, v jejíž rámci spadá pod geomorfologický okrsek Beranovský práh. Průměrná nadmořská výška činí 495 metrů. Východní hranici katastru tvoří Kozlovský potok. Na okraji lesního porostu cca 500 m jihovýchodně od hájovny v Otíně roste památný strom – 32metrová Jedle u Bílé cesty, jejíž stáří bylo roku 2009 odhadováno na sto let.

## Obyvatelstvo
Podle sčítání 1930 zde žilo v 26 domech 167 obyvatel. 167 obyvatel se hlásilo k československé národnosti. Žilo zde 153 římských katolíků a 12 příslušníků Církve československé husitské.
| Rok            | 1869 | 1880 | 1890 | 1900 | 1910 | 1921 | 1930 | 1950 | 1961 | 1970 | 1980 | 1991 | 2001 | 2011 |
| -------------- | ---- | ---- | ---- | ---- | ---- | ---- | ---- | ---- | ---- | ---- | ---- | ---- | ---- | ---- |
| Počet obyvatel | 156  | 169  | 129  | 134  | 114  | 136  | 167  | 157  | 126  | 116  | 110  | 113  | 117  | 94   |

## Hospodářství a doprava
V obci sídlí sběrný dvůr SLUŽBY LUKA, s.r.o a chov masného skotu. Obcí prochází silnice III. třídy č. 4042 do Luk nad Jihlavou. Dopravní obslužnost zajišťuje dopravce ICOM transport. Autobusy jezdí ve směrech Jihlava, Kamenice, Kamenička, Vržanov a Měřín.

## Školství, kultura a sport
Místní děti dojíždějí do základní školy v Lukách nad Jihlavou.